# Choroszczewo
Choroszczewo [xɔrɔʂˈt͡ʂɛvɔ] est un village polonais de la gmina de Milejczyce dans le powiat de Siemiatycze et dans la voïvodie de Podlachie. Il se situe à environ 18 kilomètres au nord-est de Siemiatycze et à 64 kilomètres au sud de Bialystok. 